# Partido Conservador (Noruega)
O Partido Conservador ou A Direita (em norueguês bokmål: Høyre; em nynorsk: Høgre, H; literalmente 'Direita') é um partido político conservador liberal da Noruega. É o principal partido da centro-direita norueguesa, tendo liderado o governo como parte do gabinete da ex-primeira-ministra Erna Solberg de 2013 a 2021.
O partido é tradicionalmente pragmático e conservador moderado, fortemente associado às elites tradicionais do funcionalismo público e do empresariado norueguês. Durante o século XX, defendeu o liberalismo econômico, cortes de impostos, direitos individuais, a monarquia, a Igreja da Noruega, as Forças Armadas, o anticomunismo, o europeísmo e o modelo nórdico; com o tempo, seus valores tornaram-se mais culturalmente liberais em áreas como igualdade de gênero, direitos LGBT e questões como imigração e integração; alega buscar uma "política conservadora progressista baseada em valores culturais cristãos, governo constitucional e democracia". Seguindo seu alinhamento ao bloco ocidental durante a Guerra Fria, o partido apoia fortemente a OTAN e, consistentemente, tem sido o partido mais abertamente pró-União Europeia (UE) no país, tendo apoiado a adesão norueguesa durante os referendos de 1972 e 1994.
O Partido Conservador tradicionalmente atende à elite instruída, sendo o partido mais popular entre os grupos dela. Na era pós-guerra, o partido formou um consenso com o Partido Trabalhista em relação à política externa e de segurança—frequentemente expressa pela máxima "a política externa está resolvida" (utenrikspolitikken ligger fast)—que levou a Noruega a cofundar a OTAN e a entrar em uma estreita aliança com os EUA. Além disso, as políticas econômicas dos dois partidos gradualmente se tornaram mais semelhantes, com ambos sendo pragmáticos, relativamente tecnocráticos, antipopulistas e próximos ao centro político. Por sua vez, ao mesmo tempo que apoia o modelo nórdico, o Partido Conservador apoia certa semiprivatização através de serviços privados financiados pelo Estado.
Fundado em 1884, o Partido Conservador é o segundo partido mais antigo da Noruega, depois do Partido Liberal. No período entreguerras, um de seus principais objetivos era alcançar uma aliança de centro-direita contra o crescimento do movimento operário, quando o partido entrou em declínio. Da era pós-Segunda Guerra até 2005, esteve do governo por seis vezes. Nas eleições legislativas em setembro de 2013, com a derrota dos trabalhistas depois de oito anos de governo, a coalizão do Partido Conservador com o Partido do Progresso entrou no cargo com base em promessas de cortes de impostos, melhores serviços e regras mais rígidas sobre imigração, tendo o apoio do Partido Liberal e do Partido Democrata-Cristão. Com o bom resultado, Solberg disse que sua vitória foi "uma vitória histórica nas eleições para os partidos de direita". Tendo permanecido no poder desde 2013, o Partido Conservador só retornou à oposição depois das eleições legislativas de 2021.

## História

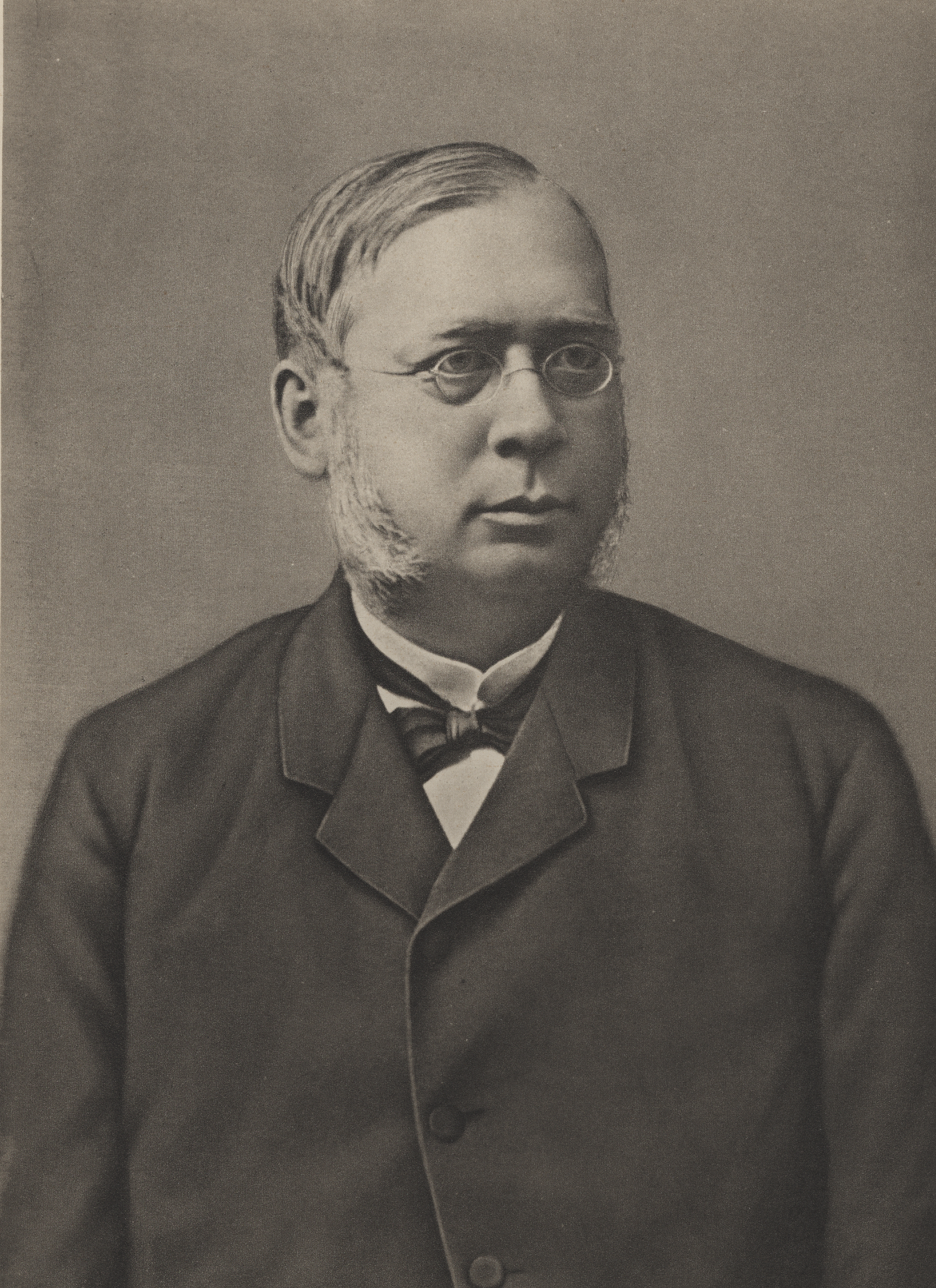
Emil Stang, o primeiro líder do partido.

O Partido Conservador (Høire, agora soletrado Høyre, literalmente 'Direita') foi fundado em 24 de agosto de 1884 após a implementação do parlamentarismo na Noruega. O jurista Emil Stang foi eleito como primeiro líder do partido e sublinhou princípios importantes ao Høyre. Segundo ele, o partido deveria ser um partido social de reformas, que funcionasse dentro dos quadros constitucionais estabelecidos por uma democracia parlamentarista.
O apoio eleitoral ao Høyre variou. Nas eleições de 1981 obteve 31,7%, seu melhor resultado desde 1924. O resultado em 1993 foi de 17%, tendo a eleição sido influenciada pela questão da adesão à União Europeia que dividiu o Partido Liberal. As eleições legislativas de 1997 resultaram no menor apoio ao Høyre desde 1945, com apenas 14,3% dos votos. Desde então, o partido tem visto apoio variando de pouco mais de 14% a pouco menos de 27%.

### Início dos anos 1900
No início do século XX, o Høyre tomou a iniciativa de construir uma moderna rede comunicações norueguesa. Depois da devastadora Primeira Guerra Mundial, o partido considerou importante trabalhar pela reconstrução de políticas econômicas sólidas. Um exemplo disso foi a resolução aprovada pelo Høyre em 1923 introduzindo a previdência social; apesar de que, devido ao estado das finanças do governo na época, não foi possível continuar tal medida. O Høyre foi o principal partido da oposição durante o anos pós-guerra na Noruega e lutou contra a política reguladora do Partido Trabalhista. O Høyre queria outro futuro para a Noruega, consistindo da iniciativa privada e forças criativas.
O Høyre atuou na construção do sistema de bem-estar na Noruega, tendo tomado em diversas ocasiões a iniciativa de corrigir injustiças nas regulações da assistência social.[carece de fontes?] Além disso, defendeu que a atividade estatal deve concentrar-se em problemas básicos e suas soluções.

### Anos pós-guerra
Durante os anos pós-guerra na Noruega, o Høyre consolidou a sua posição como um partido com apelo a todas as partes do país. A cooperação não socialista como alternativa ao socialismo sempre foi um dos principais objetivos do Høyre, por isso ele liderou vários governos de coalizão. O Partido Democrata-Cristão foi um dos parceiros de coalizão em 1983–1986 e 1989–1990.
O Høyre apoiou fortemente o alinhamento ocidental da Noruega durante o Guerra Fria; desde então apoiando fortemente a OTAN, que a Noruega cofundou em 1949, e sendo o partido mais abertamente pró-UE no país.
Nas eleições parlamentares de 1993, foi impossível formar uma aliança não socialista credível porque os antigos partidos de coalizão do Høyre, os democratas-cristãos e o Partido do Centro, ambos fizeram forte campanha contra a adesão da Noruega à UE.
Antes das eleições parlamentares de 1997, o Partido Trabalhista proclamou que não estaria disposto a governar o país se não obtivesse mais de 36,9% dos votos. Os trabalhistas obtiveram 35% e outros partidos tiveram que formar governo. Originalmente, houve discussões sérias entre o Høyre, o Partido Democrata-Cristão e o Partido Liberal sobre tal tarefa, mas no final os dois últimos uniram forças com o Partido do Centro para criar um governo minoritário sem o Høyre.

### Atualmente
No eleições parlamentares em setembro de 2001, o Høyre obteve 21,2% dos votos. Após uma série de discussões, o partido pôde mais uma vez participar num governo de coalizão, desta vez com o Partido Democrata-Cristão e o Partido Liberal. O percentagem total obtido para estes três partidos nas últimas eleições gerais foi de 37,5%. O Høyre, como o maior partido do governo de coalizão, tinha 38 membros no Storting e dez dos 19 ministros do governo foram representantes do Høyre. As três áreas focais do Høyre neste período foram estabelecer um aumento na qualidade do sistema educacional da Noruega, reduzir impostos e produzir um nível de serviço mais elevado nos setores estatais.
Nas eleições legislativas de 2005, o Høyre obteve 14,1% dos votos. O resultado da eleição o colocou de volta na oposição com 23 membros no Storting.
Nas eleições legislativas de 2009, obteve 17,2% dos votos e 30 membros no Storting.
Durante o eleições locais de 2011, no entanto,  obteve 27,6% dos votos e, desde então, sem exceções, obteve o primeiro e o segundo lugar.
Nas eleições legislativas de 2013, obteve 26,8% dos votos e 48 membros no Storting. Formou um governo minoritário, com apoio do Partido Democrata-Cristão e do Partido Liberal. O governo foi reeleito em 2017 e tornou-se um governo maioritário em 2019.

## Ideologia
O Partido Conservador é considerado um partido de reformas que professa a tradição política moderadamente conservadora, aderindo aos pensamentos de Edmund Burke. O partido está comprometido com políticas fiscais de livre mercado, incluindo cortes de impostos e relativamente pouco envolvimento estatal na economia. No entanto, apoia a existência continuada do estado de bem-estar norueguês e do modelo nórdico.
O Partido Conservador também é o único que propõe uma redução nos gastos públicos. É frequentemente associado aos mais ricos e historicamente foi criticado pela oposição por defender a elite do país.[carece de fontes?]
Com o tempo, as políticas sociais do Partido Conservador se tornaram mais culturalmente liberais, sendo que em 2008, o partido votou por uma lei reconhecendo o matrimônio homoafetivo e adoção por pares gays.
É também a favor da adesão da Noruega à UE, embora afirme que isso não é uma prioridade, nem realista a curto prazo, pois a população norueguesa rejeitou a adesão do país em dois referendos e pesquisas de opinião mostram que 66% dos noruegueses se opõem à adesão completa.
O Partido Conservador apresenta-se como integrado numa tradição conservadora moderada na Noruega, ao contrário de conservadores com orientação nacional ou religiosa na Europa Ocidental. Há muito que acomoda alas conservadoras a conservadoras liberais, mas desde os anos 1960, os elementos liberais tornaram-se mais proeminentes. 
A plataforma política do partido enfatiza os seguintes princípios, entre outros:
- Garantir condições estruturais estáveis e favoráveis para uma comunidade empresarial livre e inovadora;[25]
- Impostos e taxas mais baixos;[25]
- Maior foco no transporte;[25]
- Maior foco em pesquisas;[25]
- Maior foco no conhecimento e aprendizado nas escolas;[25]
- Uma defesa forte e eficaz.[25]
- Aplicação eficaz da lei e da ordem;[25]
- Maior foco na qualidade e competência nos serviços de assistência;[25]
- Redução da intervenção pública na vida e no trabalho dos indivíduos;[25]
- Promoção do respeito, abertura e tolerância na sociedade;[25]
- Proteção do clima e do meio ambiente;[25]
- Nivelamento de prestadores de serviços públicos e privados através da escolha de usuários com financiamento público;[25]
- Estabelecimento de limites para a política e prioridades às tarefas principais.[25]

## Resultados eleitorais

### Eleições legislativas
| Eleição | Líder                 | Votos                          | %                              | Assentos | +/–     | Posição | Status                          |
| ------- | --------------------- | ------------------------------ | ------------------------------ | -------- | ------- | ------- | ------------------------------- |
| 1885    | Emil Stang            | 33.284                         | 36,6%                          | 30 / 114 | 1       | 2.º     | Oposição                        |
| 1888    | Emil Stang            | 36.564                         | 38,7%                          | 51 / 114 | 21      | 1.º     | Oposição (1888–1889)            |
| 1888    | Emil Stang            | 36.564                         | 38,7%                          | 51 / 114 | 21      | 1.º     | Governo minoritário (1889–1891) |
| 1891    | Emil Stang            | 50.059                         | 49,2%                          | 35 / 114 | 16      | 2.º     | Oposição                        |
| 1894    | Christian Schweigaard | 81.462                         | 49,3%                          | 40 / 114 | 5       | 2.º     | Oposição                        |
| 1897    | Emil Stang            | 77.682                         | 46,7%                          | 25 / 114 | 15      | 2.º     | Oposição                        |
| 1900    | Francis Hagerup       | 96.092                         | 40,8%                          | 31 / 114 | 6       | 2.º     | Oposição                        |
| 1903    | Ole Larsen Skattebøl  | 106.042                        | 44,8%                          | 47 / 117 | 16      | 2.º     | Coalizão (1903–1905)            |
| 1903    | Ole Larsen Skattebøl  | 106.042                        | 44,8%                          | 47 / 117 | 16      | 2.º     | Coalizão (1905–1906)            |
| 1906    | Edmund Harbitz        | Dentro do Partido da Coligação | Dentro do Partido da Coligação | 36 / 123 | 26      | 2.º     | Oposição                        |
| 1909    | Fredrik Stang         | 175.388                        | 41,5%                          | 41 / 123 | 5       | 2.º     | Oposição (1909–1910)            |
| 1909    | Fredrik Stang         | 175.388                        | 41,5%                          | 41 / 123 | 5       | 2.º     | Coalizão (1910–1912)            |
| 1912    | Jens Bratlie          | 162.074                        | 33,2%                          | 20 / 123 | 21      | 3.º     | Coalizão (1912–1913)            |
| 1912    | Jens Bratlie          | 162.074                        | 33,2%                          | 20 / 123 | 21      | 3.º     | Oposição (1913–1915)            |
| 1915    | Jens Bratlie          | 179.028                        | 29,0%                          | 20 / 123 | Estável | 2.º     | Oposição                        |
| 1918    | Jens Bratlie          | 201.325                        | 30,4%                          | 40 / 126 | 20      | 2.º     | Oposição (1918–1920)            |
| 1918    | Jens Bratlie          | 201.325                        | 30,4%                          | 40 / 126 | 20      | 2.º     | Coalizão (1920–1921)            |
| 1921    | Otto Bahr Halvorsen   | 301.372                        | 33,3%                          | 42 / 150 | 2       | 1.º     | Oposição (1921–1923)            |
| 1921    | Otto Bahr Halvorsen   | 301.372                        | 33,3%                          | 42 / 150 | 2       | 1.º     | Coalizão (1923–1924)            |
| 1924    | Ivar Lykke            | 316.846                        | 32,5%                          | 43 / 150 | 1       | 1.º     | Oposição (1924–1926)            |
| 1924    | Ivar Lykke            | 316.846                        | 32,5%                          | 43 / 150 | 1       | 1.º     | Coalizão (1926–1927)            |
| 1927    | C. J. Hambro          | 240.091                        | 24,0%                          | 29 / 150 | 14      | 3.º     | Coalizão (1927–1928)            |
| 1927    | C. J. Hambro          | 240.091                        | 24,0%                          | 29 / 150 | 14      | 3.º     | Oposição (1928–1930)            |
| 1930    | C. J. Hambro          | 327.731                        | 27,4%                          | 39 / 150 | 10      | 2.º     | Oposição                        |
| 1933    | C. J. Hambro          | 252.506                        | 20,2%                          | 30 / 150 | 9       | 2.º     | Oposição                        |
| 1936    | Johan H. Andresen     | 310.324                        | 21,3%                          | 36 / 150 | 6       | 2.º     | Oposição                        |
| 1945    | Arthur Nordlie        | 252.608                        | 17,0%                          | 25 / 150 | 11      | 2.º     | Oposição                        |
| 1949    | Arthur Nordlie        | 279.790                        | 18,3%                          | 23 / 150 | 2       | 2.º     | Oposição                        |
| 1953    | C. J. Hambro          | 327.971                        | 18,6%                          | 27 / 150 | 4       | 2.º     | Oposição                        |
| 1957    | Alv Kjøs              | 301.395                        | 18,9%                          | 29 / 150 | 2       | 2.º     | Oposição                        |
| 1961    | Alv Kjøs              | 354.369                        | 20,0%                          | 29 / 150 | Estável | 2.º     | Oposição (1961–1963)            |
| 1961    | Alv Kjøs              | 354.369                        | 20,0%                          | 29 / 150 | Estável | 2.º     | Coalizão (1963)                 |
| 1961    | Alv Kjøs              | 354.369                        | 20,0%                          | 29 / 150 | Estável | 2.º     | Oposição (1963–1965)            |
| 1965    | Sjur Lindebrække      | 415.612                        | 21,1%                          | 31 / 150 | 2       | 2.º     | Coalizão                        |
| 1969    | Sjur Lindebrække      | 406.209                        | 19,6%                          | 29 / 150 | 2       | 2.º     | Coalizão (1969–1971)            |
| 1969    | Sjur Lindebrække      | 406.209                        | 19,6%                          | 29 / 150 | 2       | 2.º     | Oposição (1971–1973)            |
| 1973    | Kåre Willoch          | 370.370                        | 17,4%                          | 29 / 155 | Estável | 2.º     | Oposição                        |
| 1977    | Erling Norvik         | 563.783                        | 24,8%                          | 41 / 155 | 12      | 2.º     | Oposição                        |
| 1981    | Jo Benkow             | 780.372                        | 31,7%                          | 53 / 155 | 12      | 2.º     | Governo minoritário (1981–1983) |
| 1981    | Jo Benkow             | 780.372                        | 31,7%                          | 53 / 155 | 12      | 2.º     | Coalizão (1983–1985)            |
| 1985    | Erling Norvik         | 791.537                        | 30,4%                          | 50 / 157 | 3       | 2.º     | Coalizão (1985–1986)            |
| 1985    | Erling Norvik         | 791.537                        | 30,4%                          | 50 / 157 | 3       | 2.º     | Oposição (1986–1989)            |
| 1989    | Jan P. Syse           | 588.682                        | 22,2%                          | 37 / 165 | 13      | 2.º     | Coalizão (1989–1990)            |
| 1989    | Jan P. Syse           | 588.682                        | 22,2%                          | 37 / 165 | 13      | 2.º     | Oposição (1990–1993)            |
| 1993    | Kaci Kullmann Five    | 419.373                        | 17,0%                          | 28 / 165 | 9       | 3.º     | Oposição                        |
| 1997    | Jan Petersen          | 370.441                        | 14,3%                          | 23 / 165 | 5       | 4.º     | Oposição                        |
| 2001    | Jan Petersen          | 534.852                        | 21,2%                          | 38 / 165 | 15      | 2.º     | Coalizão                        |
| 2005    | Erna Solberg          | 372.008                        | 14,1%                          | 23 / 169 | 15      | 3.º     | Oposição                        |
| 2009    | Erna Solberg          | 462.465                        | 17,2%                          | 30 / 169 | 7       | 3.º     | Oposição                        |
| 2013    | Erna Solberg          | 760.232                        | 26,8%                          | 48 / 169 | 18      | 2.º     | Coalizão                        |
| 2017    | Erna Solberg          | 732.897                        | 25,0%                          | 45 / 169 | 3       | 2.º     | Coalizão                        |
| 2021    | Erna Solberg          | 607.316                        | 20,5%                          | 36 / 169 | 9       | 2.º     | Oposição                        |